# Zwergkoboldmaki
Der Zwergkoboldmaki (Tarsius pumilus) ist eine Primatenart aus der Gruppe der Koboldmakis. Im Jahr 2008 wurden die ersten lebenden Exemplare seit über 70 Jahren gesichtet.

## Merkmale
Zwergkoboldmakis sind die kleinsten Vertreter der Koboldmakis. Sie erreichen eine Kopfrumpflänge von 9 bis 10 Zentimetern, wozu noch ein 20 Zentimeter langer Schwanz kommt. Ihr Gewicht beträgt rund 50 bis 60 Gramm. Ihr Fell ist gelbgrau bis rotbraun gefärbt, es ist länger und seidiger als bei anderen Koboldmakis. Der Schwanz, der länger als der Rumpf ist, ist stark behaart. Als Anpassung an die springende Fortbewegung sind die Hinterbeine vergrößert und die Fußwurzeln verlängert. Der Kopf ist wie bei allen Koboldmakis durch die großen Augen charakterisiert, die Ohren sind kleiner als bei anderen Vertretern dieser Gruppe.

## Verbreitung und Lebensweise

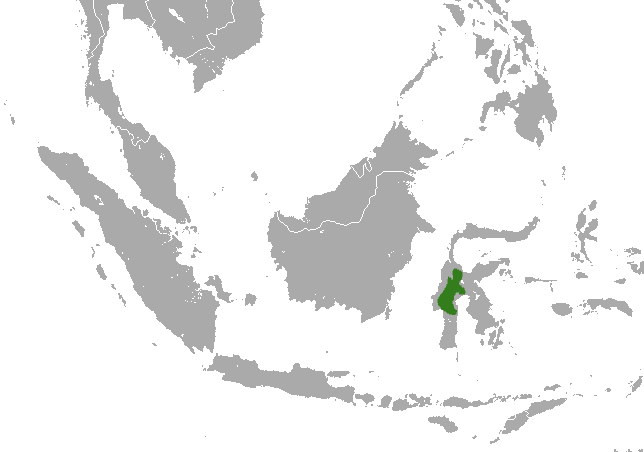
Verbreitungsgebiet (grün)

Zwergkoboldmakis bewohnen das gebirgige Innere der indonesischen Insel Sulawesi. Die zuletzt entdeckten Tiere stammen aus der Region des Mount Rore Katimbo. Sämtliche Exemplare wurden in Gebirgswäldern zwischen 1800 und 2200 Metern Seehöhe entdeckt.
Über die Lebensweise dieser Tiere ist sehr wenig bekannt. Sie sind wie alle Koboldmakis nachtaktive Baumbewohner, die sich senkrecht kletternd und springend fortbewegen. Ihre Nahrung dürfte vorwiegend aus Insekten bestehen.

## Entdeckungsgeschichte
Das erste Exemplar wurde 1916 gesammelt, anhand dieses Exemplars wurde 1921 die Art von Miller und Hollister beschrieben. Ein weiteres Tier wurde 1930 eingefangen. Seither gab es keine Sichtungen, bis im Jahr 2000 ein toter Zwergkoboldmaki in einer Rattenfalle gefunden wurde. 2008 entdeckte ein US-amerikanisches Forscherteam diese Tierart wieder. Drei Exemplare wurden mit Peilsendern ausgestattet, ein viertes nur beobachtet. 
Die IUCN listet die Art unter „zu wenig Daten vorhanden“ (data deficient), dabei ist die Wiederentdeckung aber noch nicht berücksichtigt.